# San Juan (Magdalena, Honduras)
San Juan, es una aldea del municipio de Magdalena, departamento de Intibucá, Honduras.
Es la aldea más importante del municipio y una de las más desarrolladas de la zona fronteriza de Intibucá.
Limita al norte con la aldea de Las Marías; al sur con la República de El Salvador; al este con la aldea de El Sitio y al oeste con la aldea de la Ceibilla y el municipio de Santa Lucía

## Caseríos
Puringa, La Bolsa, El Cerro y Bella Vista.
- Datos: Q54849437